# Albert Rosenberg
Albert Rosenberg (* 16. Juli 1851 in Marienwerder; † April 1919 in Köln) war ein deutscher Bühnentechniker.

## Leben
Albert Rosenberg war der Sohn des deutschen Bühnentechnikers Friedrich Rosenberg. Er wurde 1870 Assistent seines Vaters beim damaligen Bau des Kölner Stadttheaters in der Glockengasse. 1875 verließ er Köln, um in Rotterdam den Umbau der dortigen Schauburg zu leiten. 1876 leitete Rosenberg zusammen mit seinem Vater den Neubau des abgebrannten Stadttheaters in Barmen, um im selben Jahr nach Köln zurückzukehren. Dort gründete er ein Ingenieurbüro mit dem Namen Bühnentechnisches Bureau Albert Rosenberg. Daneben wurde er Technischer Leiter und richtete von 1900 bis 1902 das neue Opernhaus von Carl Moritz ein. 1905 verließ er Köln, um das neue Stadttheater Nürnberg des Architekten Heinrich Seeling einzurichten. Danach arbeitete Rosenberg ebenfalls mit Heinrich Seeling an der Einrichtung des Theaters Freiburg, welches 1910 eröffnet wurde.

## Werk
- 1875: Umbau Schauburg Rotterdam
- 1876: Neubau Stadttheater Barmen
- 1885: Umbau Stadttheater Krefeld
- 1887: Neubau Tonhalle Duisburg
- 1888: Neubau Elberfeld  Stadttheater am Brausenwerth
- 1894: Neubau Stadttheater Flensburg
- 1895: Umbau Stadttheater Solingen
- 1897: Neubau Stadttheater Saarbrücken
- 1895: Neubau Lortzing-Theater Münster
- 1901: Umbau Theater Aachen
- 1902: Neubau Opernhaus Köln
- 1905: Neubau Stadttheater Nürnberg
- 1910: Neubau Stadttheater Freiburg